# 陣馬形山

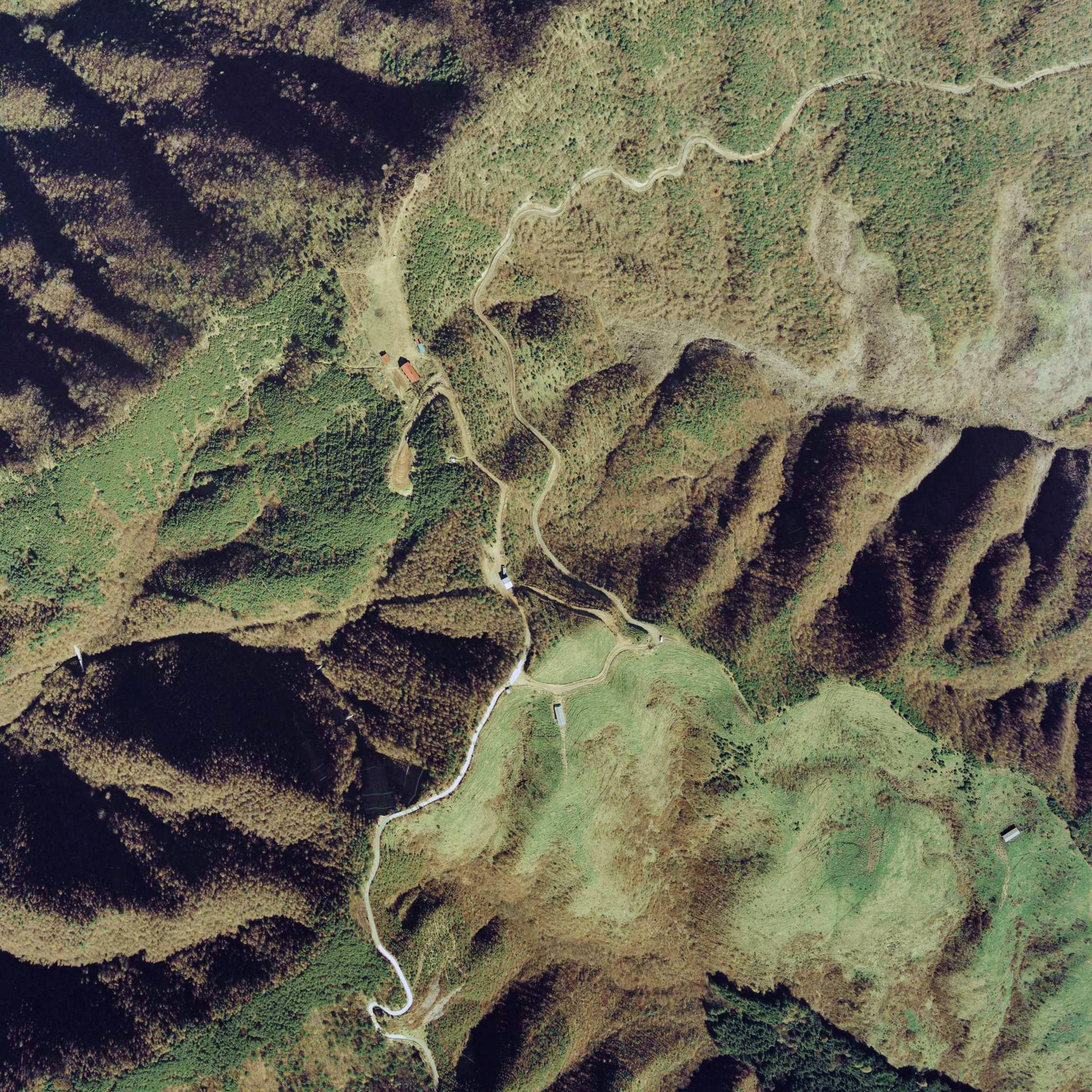
山頂周辺（1976年11月、国土地理院撮影）

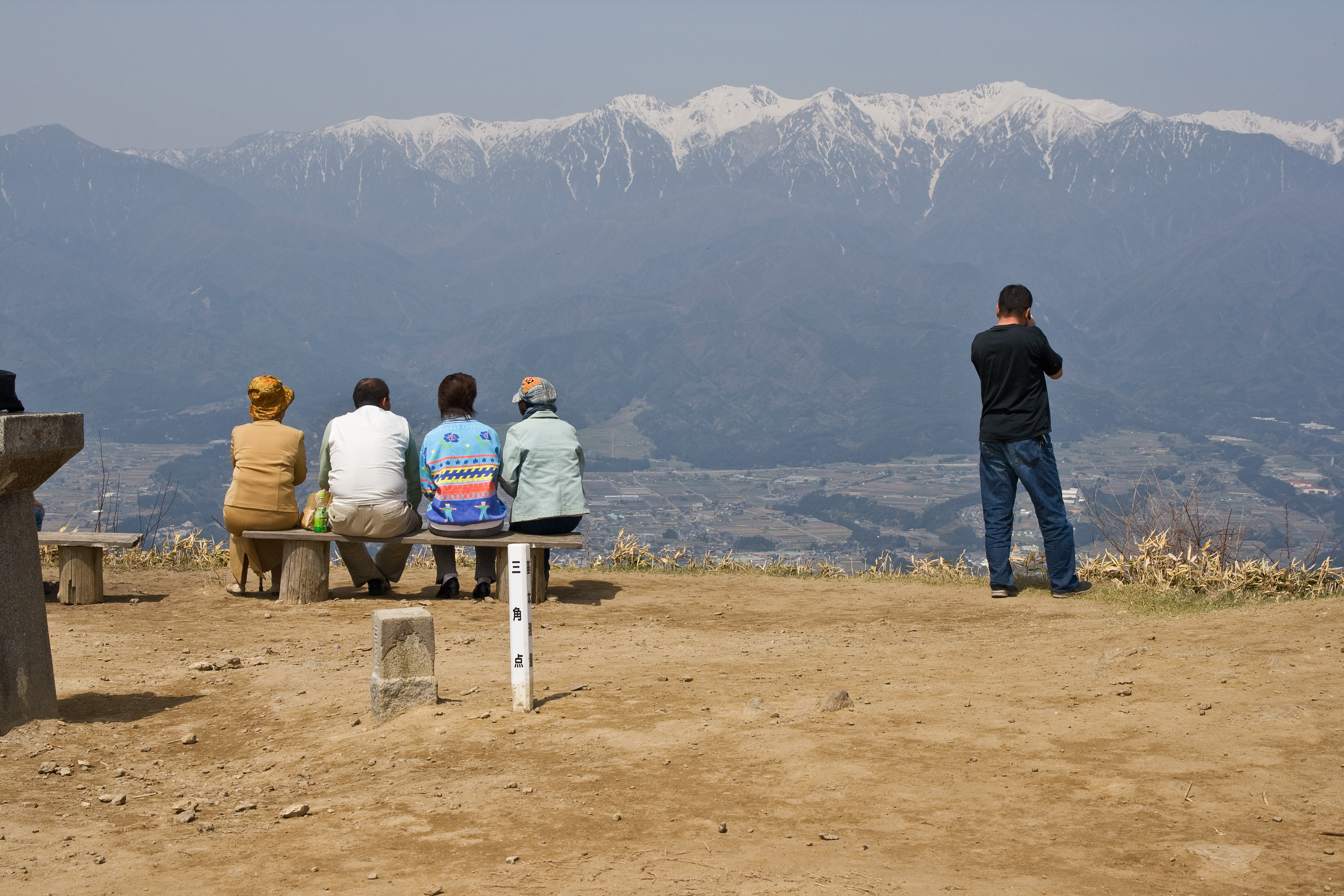
山頂より木曽山脈を望む（手前は三角点の柱石）

陣馬形山（じんばがたやま）は、長野県上伊那郡中川村にある、標高1,445.35メートルの山。伊那山地に属する。天竜小渋水系県立自然公園、信州ふるさとの見える山。

## 地理
長野県南部、中川村の北端に位置する。「中川村民の心の山」として親しまれており、年間1万人以上の観光客が訪れる。駒ヶ根市および飯島町との境界線付近であり、その山容は飯島町側から見上げたときに、特に雄大に映る。山頂に三角点（基準点名は「四徳」、等級は二等三角点）が設置されており、標高は1,445.35メートル、地理院地図上では1,445.4メートルと記載されている。
山頂からの眺望に優れ、赤石山脈（南アルプス）や木曽山脈（中央アルプス）、飛騨山脈（北アルプス）、そして眼下には伊那谷（伊那盆地）を北（辰野町）から南（下伊那）まで一望できる。長野県が認定する「信州ふるさとの見える山」（第0401号、陣馬形の森公園）であり、朝日や夕日、夜の星空が美しく、条件によっては雲海も出現する。2002年（平成14年）3月には双眼式の大型望遠鏡が設置されている。
山頂付近に広さ0.8ヘクタールのキャンプ場があり、「天空のキャンプ場」として知られる。キャンプ場としての活用は戦前からのもので、1936年（昭和11年）発行の旅行ガイドブック『観光信濃』において「老幼婦女子も登山容易、家庭的キャンプ場として最も好適である」（引用）と紹介されている。山小屋の「陣馬形山荘」は1971年（昭和46年）に中川村が設置した休憩所兼避難小屋（平屋、床面積106平方メートル）を、2016年（平成28年）に改修したもの。このときに合わせて屋根付きの炊事場が新築された。赤いヤマツツジの花は毎年6月が見頃。近傍の牧場では羊（サフォーク種）の放牧が行われている。
山頂のキャンプ場まで車道が整備されており、中央自動車道・松川インターチェンジから21キロメートル、自動車で50分間。駒ヶ根インターチェンジからであれば29キロメートル、自動車で60分間。JR飯田線・伊那大島駅または飯島駅からタクシーでそれぞれ45分間。駐車場（普通車20台駐車可能）で車から降り、山頂の展望台まで徒歩3分間である。徒歩による登山者向けとして、ふもとのアンフォルメル中川村美術館の近傍に専用の駐車場が設けられている。山腹（標高1280メートル）の車道から100メートルほど外れた場所には胴回り6.45メートルのブナの巨樹があり、樹齢は600年を数えるという。なお、キャンプ場自体は通年営業であるが、除雪が実施されないため、冬は路面凍結・積雪により道路が通行止めとなる場合がある。

## 歴史
古代
- 縄文時代の遺物散布地[15]であり、往時の人々の暮らしが偲ばれる。

中世
- 戦国時代には武田氏の狼煙台が置かれたという[2]。現代において伊那谷各地に狼煙台を置き、北から南へと狼煙をリレーでつなげていくイベント「武田信玄狼煙リレー」では陣馬形山が中継地点の一つとして狼煙台が置かれる[16]。

現代
- 1961年（昭和36年）の昭和36年梅雨前線豪雨（三六災害）では道路が寸断され四徳地区が孤立。消防団の団員は物資を背負い、陣馬形山を越えるルートで孤立地区の救助に向かった[17]。
- 2018年（平成30年）、米澤酒造（中川村）の親会社である食品メーカー・伊那食品工業（伊那市）からの企業版ふるさと納税を活用した「陣馬形山魅力創造プロジェクト」を中川村が作成し、国に提出した。2019年度までにキャンプ場整備の実施を計画している[8]。また、2018年は中川村の発足から60周年を迎える節目の年であり、その記念事業の一環として自転車によるロードレース「陣馬形山ヒルクライム」第1回目大会の開催が予定されている[18]。

## 陣馬形山に関連する作品
- 『ゆるキャン△』 - あfろの漫画が原作のテレビアニメ作品。第1期第10話（原作第17 - 18話、単行本第3巻収録[19]）にて主人公が訪問、キャンプ地とした。日が暮れ、思わぬトラブルに行く手を阻まれるなか、知人の機転と助言によって無事目的地へとたどり着いた。テレビドラマ化もされている。